# Zaporiyia
Zaporiyia (en ruso: Запорожье, transliterado Zaporozhie o académicamente como Zaporož'e, AFI: [zəpɐˈroʐje] (escucharⓘ); en ucraniano Запоріжжя, tr. Zaporizhzhia o de forma académica como Zaporižžia, AFI: [zɐpoˈriʒʲːɐ] (escucharⓘ)) es una ciudad de Ucrania situada sobre el río Dniéper, centro administrativo de la óblast de Zaporiyia, así como del raión de Zaporiyia con una población de 550 000 habitantes.
Antiguamente, la ciudad se llamaba Oleksándrivsk (en ucraniano Олекса́ндрівськ, en ruso Алексáндровск o Aleksándrovsk), pero fue renombrada en 1921 a Zaporiyia (literalmente, “detrás de los rápidos”, por los rápidos que tenía el Dniéper cerca de Jórtytsia). Zaporiyia es un importante centro industrial de Ucrania, particularmente por la central hidroeléctrica de “DnieproGES”, la fábrica de automóviles ZAZ, la mayor empresa fabricante del país, y la Motor-Sich diseñadores y productores de motores de avión y turbinas de gas industriales.
La ciudad fue un gran centro de ingeniería en los tiempos soviéticos, con todas las consecuencias medioambientales que esto acarrea. Al moverse a la economía de mercado desde la independencia de Ucrania, ha mejorado la situación en ese tema, mejorando la calidad del aire. Aunque Zaporiyia no es una ciudad particularmente atractiva, los cruceros del río Dniéper hacen de ella una de sus paradas programadas en el camino para visitar la isla de Jórtytsia.

## Historia
Según los hallazgos arqueológicos en el área, se sugiere que este establecimiento haya sido habitado desde hace 5000 o 6000 años por tribus nómadas escitas. En los siglos XV-XVII, este lugar fue famoso por la fortaleza cosaca Sich de Zaporiyia. En el XVI, aquí se refugiaron granjeros rusos de servidumbre que huían de sus señores para ser hombres libres. Estos cosacos tenían un trato independiente por el Imperio ruso, a cambio de defender sus fronteras militarmente. Se sabe que, entre 1711 y 1739, estuvo bajo el dominio de los tártaros de Crimea y del Imperio otomano (véase Islam en Ucrania). En 1770, el Imperio ruso estableció una nueva fortaleza en el río Dniéper, llamada Oleksándrivsk. Hasta principios del siglo XX, era una ciudad pequeña. Como hemos dicho, fue renombrada con su nombre actual en 1921. Durante y tras la Segunda Guerra Mundial, fue localización de un campo de prisioneros.

La isla de Jórtytsia, perteneciente a la ciudad, encara la moderna Zaporiyia desde el río. Fue una de las localizaciones del antedicho Sich de Zaporiyia, la principal capital fortificada del estado cosaco de los cosacos de Zaporozhia y de la república del Hetmanato cosaco.

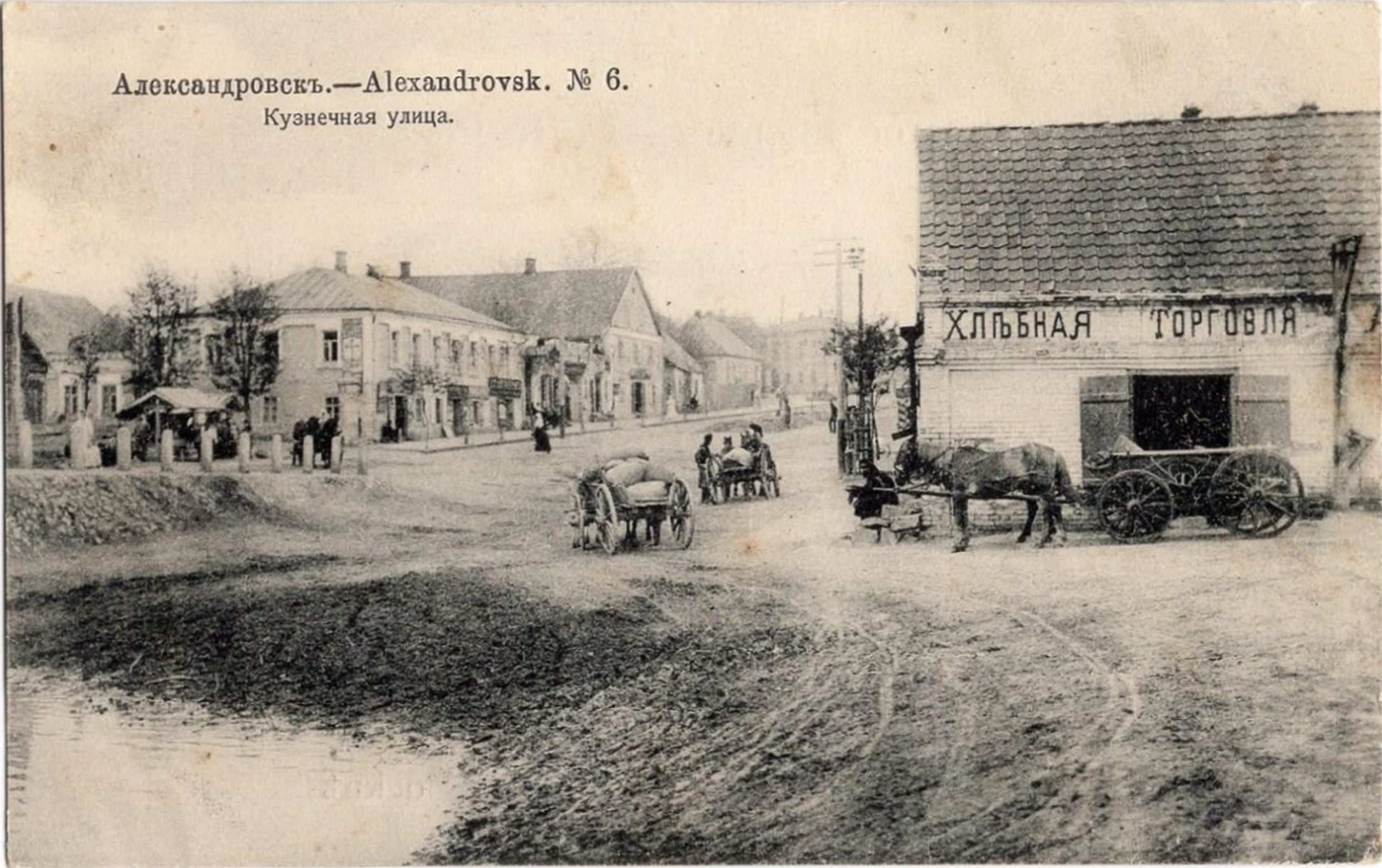
Zaporiyia en el.

En 1789, menonitas de Prusia aceptaron una invitación de la zarina Catalina II de Rusia para establecerse en lo que se conocería como colonia de Jórtytsia, al noroeste de la isla de Jórtytsia. Los molinos y fábricas construidos por los menonitas en Oleksándrivsk fueron expropiados por el gobierno bolchevique. Después de la Revolución rusa de 1917, muchos menonitas emigraron, ya como refugiados o deportados de la zona. Actualmente aún viven en Zaporiyia unos pocos menonitas, de cuyo pasado en la ciudad se conservan varios edificios en el área y en lo que era el centro de la colonia, actualmente Molochansk.

## Geografía

### Biodiversidad y clima
| Parámetros climáticos promedio de Zaporiyia (1991-2020) | Parámetros climáticos promedio de Zaporiyia (1991-2020) | Parámetros climáticos promedio de Zaporiyia (1991-2020) | Parámetros climáticos promedio de Zaporiyia (1991-2020) | Parámetros climáticos promedio de Zaporiyia (1991-2020) | Parámetros climáticos promedio de Zaporiyia (1991-2020) | Parámetros climáticos promedio de Zaporiyia (1991-2020) | Parámetros climáticos promedio de Zaporiyia (1991-2020) | Parámetros climáticos promedio de Zaporiyia (1991-2020) | Parámetros climáticos promedio de Zaporiyia (1991-2020) | Parámetros climáticos promedio de Zaporiyia (1991-2020) | Parámetros climáticos promedio de Zaporiyia (1991-2020) | Parámetros climáticos promedio de Zaporiyia (1991-2020) | Parámetros climáticos promedio de Zaporiyia (1991-2020) |
| Mes                                                     | Ene.                                                    | Feb.                                                    | Mar.                                                    | Abr.                                                    | May.                                                    | Jun.                                                    | Jul.                                                    | Ago.                                                    | Sep.                                                    | Oct.                                                    | Nov.                                                    | Dic.                                                    | Anual                                                   |
| ------------------------------------------------------- | ------------------------------------------------------- | ------------------------------------------------------- | ------------------------------------------------------- | ------------------------------------------------------- | ------------------------------------------------------- | ------------------------------------------------------- | ------------------------------------------------------- | ------------------------------------------------------- | ------------------------------------------------------- | ------------------------------------------------------- | ------------------------------------------------------- | ------------------------------------------------------- | ------------------------------------------------------- |
| Temp. máx. abs. (°C)                                    | 12.2                                                    | 17.1                                                    | 24.0                                                    | 31.4                                                    | 35.9                                                    | 36.5                                                    | 39.5                                                    | 40.2                                                    | 36.2                                                    | 35.0                                                    | 20.9                                                    | 16.0                                                    | 40.2                                                    |
| Temp. máx. media (°C)                                   | -0.3                                                    | 1.2                                                     | 7.5                                                     | 16.1                                                    | 22.6                                                    | 26.6                                                    | 29.3                                                    | 29.0                                                    | 22.7                                                    | 14.7                                                    | 6.5                                                     | 1.3                                                     | 14.8                                                    |
| Temp. media (°C)                                        | -3.1                                                    | -2.2                                                    | 3.0                                                     | 10.5                                                    | 16.7                                                    | 20.9                                                    | 23.2                                                    | 22.6                                                    | 16.7                                                    | 9.7                                                     | 3.1                                                     | -1.3                                                    | 10                                                      |
| Temp. mín. media (°C)                                   | -5.8                                                    | -5.3                                                    | -0.9                                                    | 5.0                                                     | 10.9                                                    | 15.2                                                    | 17.1                                                    | 16.4                                                    | 11.3                                                    | 5.5                                                     | 0.2                                                     | -3.8                                                    | 5.5                                                     |
| Temp. mín. abs. (°C)                                    | -29.3                                                   | -26.1                                                   | -25.0                                                   | -8.2                                                    | -2.0                                                    | 3.9                                                     | 8.2                                                     | 3.9                                                     | -3.0                                                    | -8.9                                                    | -18.6                                                   | -26.2                                                   | -29.3                                                   |
| Precipitación total (mm)                                | 39                                                      | 32                                                      | 37                                                      | 41                                                      | 51                                                      | 61                                                      | 45                                                      | 44                                                      | 38                                                      | 34                                                      | 40                                                      | 53                                                      | 515                                                     |
| Nevadas (cm)                                            | 7                                                       | 8                                                       | 4                                                       | 0                                                       | 0                                                       | 0                                                       | 0                                                       | 0                                                       | 0                                                       | 0                                                       | 1                                                       | 3                                                       | 23                                                      |
| Días de lluvias (≥ 1 mm)                                | 10                                                      | 8                                                       | 11                                                      | 12                                                      | 13                                                      | 13                                                      | 10                                                      | 8                                                       | 10                                                      | 11                                                      | 13                                                      | 11                                                      | 130                                                     |
| Días de nevadas (≥ 1 mm)                                | 14                                                      | 14                                                      | 9                                                       | 1                                                       | 0                                                       | 0                                                       | 0                                                       | 0                                                       | 0                                                       | 1                                                       | 6                                                       | 13                                                      | 58                                                      |
| Humedad relativa (%)                                    | 87                                                      | 84                                                      | 78                                                      | 66                                                      | 62                                                      | 65                                                      | 62                                                      | 59                                                      | 66                                                      | 76                                                      | 86                                                      | 88                                                      | 73.3                                                    |
| Fuente: Погода и климат                                 |                                                         |                                                         |                                                         |                                                         |                                                         |                                                         |                                                         |                                                         |                                                         |                                                         |                                                         |                                                         |                                                         |

## Demografía

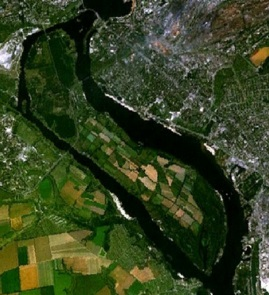
Jórtytsia desde el espacio.

En 2007, tenía una población aproximada de 790 000 habitantes. Las cifras siguientes salen de los censos de 1897, 1926, 1939, 1959, 1970, 1979, 1989 y 2001 o de estimaciones. Para el año 1943, provienen de la administración alemana de ocupación.
| 1897    | 1910    | 1920    | 1926    | 1939    | 1943    |
| ------- | ------- | ------- | ------- | ------- | ------- |
| 28 400  | 43 000  | 49 700  | 55 300  | 289 200 | 120 000 |
| 1959    | 1970    | 1979    | 1989    | 2001    | 2005    |
| 449 000 | 658 000 | 780 745 | 883 909 | 815 256 | 799 348 |

La invasión rusa de Ucrania provocó una nueva oleada de ucranización en la ciudad, en la que cada vez más personas optaron por hablar ucraniano. Según una encuesta realizada por el Instituto Republicano Internacional en abril-mayo de 2023, el 23 % de la población de la ciudad hablaba ucraniano en casa, y el 67 % hablaba ruso.

## Infraestructura

### Industria
Desde finales de la Revolución rusa de 1917 la ciudad se convirtió en un importante centro industrial. La presencia de mano de obra barata y la proximidad de los depósitos de carbón, mineral de hierro, y manganeso crearon condiciones favorables para empresas de gran escala de los sectores de la ingeniería mecánica y del hierro.
Zaporiyia de hoy es un importante núcleo industrial de la región gracias a sus industrias pesadas, en particular metalurgia, aluminio e industria química. Se fabrican en la ciudad coches, motores de avión y aparatos radioelectrónicos. El puerto de Zaporiyia es un importante transbordo para las mercaderías de la cuenca del Donéts. Zaporizhstal es el cuarto productor de acero en Ucrania (el 54 del mundo).

### Energía eléctrica

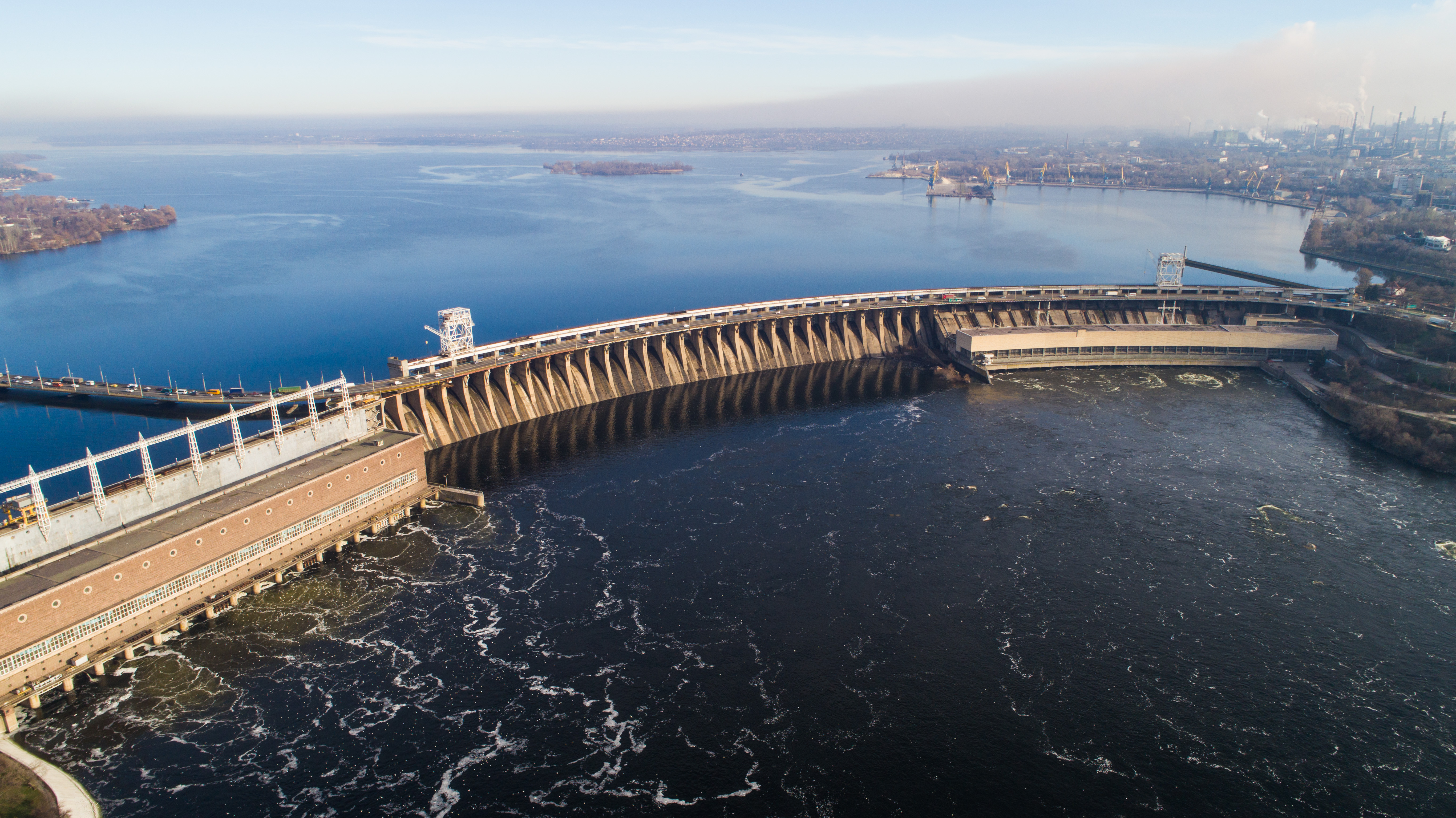
La presa del Dniéper desde Jórtytsia.

Zaporiyia también cuenta con un gran complejo de generación de electricidad formado por la mayor central nuclear de Europa, la central nuclear de Zaporiyia (en Enerhodar, 70 km río abajo), así como por la Estación Hidroeléctrica Dniéper, que es la mayor de Ucrania, y otras centrales que generan electricidad mediante combustibles fósiles. La estación eléctrica está situada sobre el río Dniéper y es llamada "DneproGES 2". La presa fue construida entre 1927 y 1932 como DneproGES, en una parte del río dominada por la altura de la isla Jórtytsia, y que antiguamente era de rápidos y rocas. De ahí viene el nombre de la ciudad, "tras los rápidos" (za, tras, y porog, rápido). Está operativa desde 1932 y alcanzó la producción planificada en 1939. A esa altura surge el bulevar Lenin, de 12 km de largo (la avenida más larga de Europa) que lleva por el centro de la ciudad. En la Segunda Guerra Mundial la presa fue destruida, y entre 1944 y 1950 se reconstruyó como DneproGES 2. En el periodo comprendido por 1969-1980, la estación fue ampliada y se construyó una autopista en la presa. Actualmente existe en la orilla izquierda otro espacio de producción llamado DneproGES 3. La central tiene una potencia instalada de 1500 megavatios para surtir la zona de Dnipró, Krivói Rog y Zaporiyia. La presa cubre una longitud de 65 km río arriba hasta Dnipró, y en la época de crecidas es navegable desde esa ciudad hasta el mar Negro, incluso para los barcos de gran calado. A pocos kilómetros de la presa empieza el embalse de Kajovka, de 240 km, que permite que esta región cultive arroz, vino, y frutas.

### Transporte

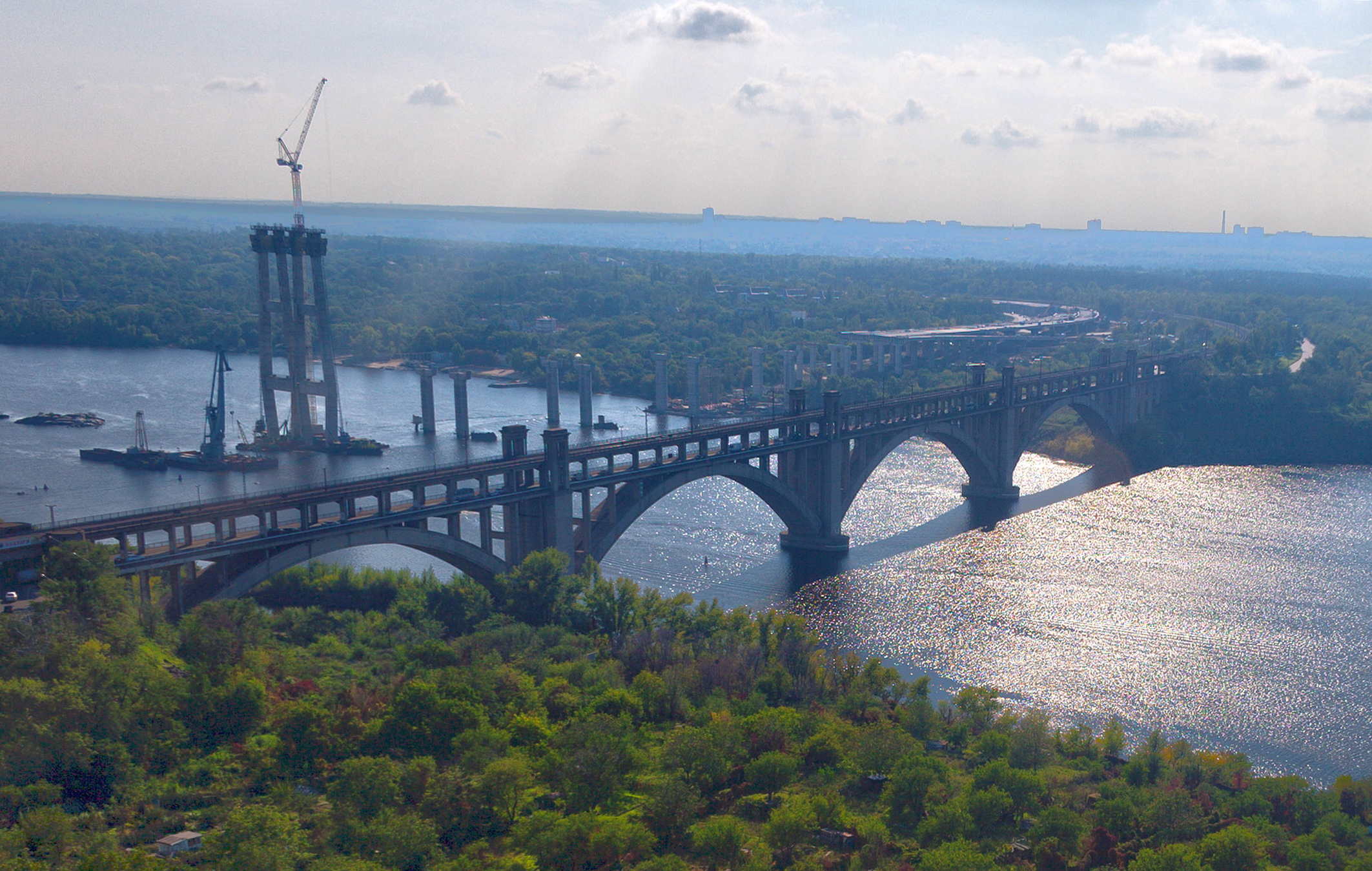
Puente entre la ciudad y la isla Jórtytsia.

Para proveer el transporte público la ciudad cuenta con servicio de autobuses, minibuses, tranvía, transporte fluvial, y ferrocarril. En cuanto al ferrocarril, cuenta con dos estaciones, Zaporiyia I y Zaporiyia II. Zaporiyia I es la estación central, situada en la parte sur de la ciudad. Es fácil llegar mediante taxi o minibús. Situada en la línea Simferópol-Moscú, el transporte terrestre es conveniente tanto al norte como al sur de Zaporiyia.
El Aeropuerto Internacional de Zaporiyia-Mokre opera vuelos internacionales y domésticos. La ciudad vecina de Dnipró también tiene un aeropuerto con vuelos internacionales.

## Cultura

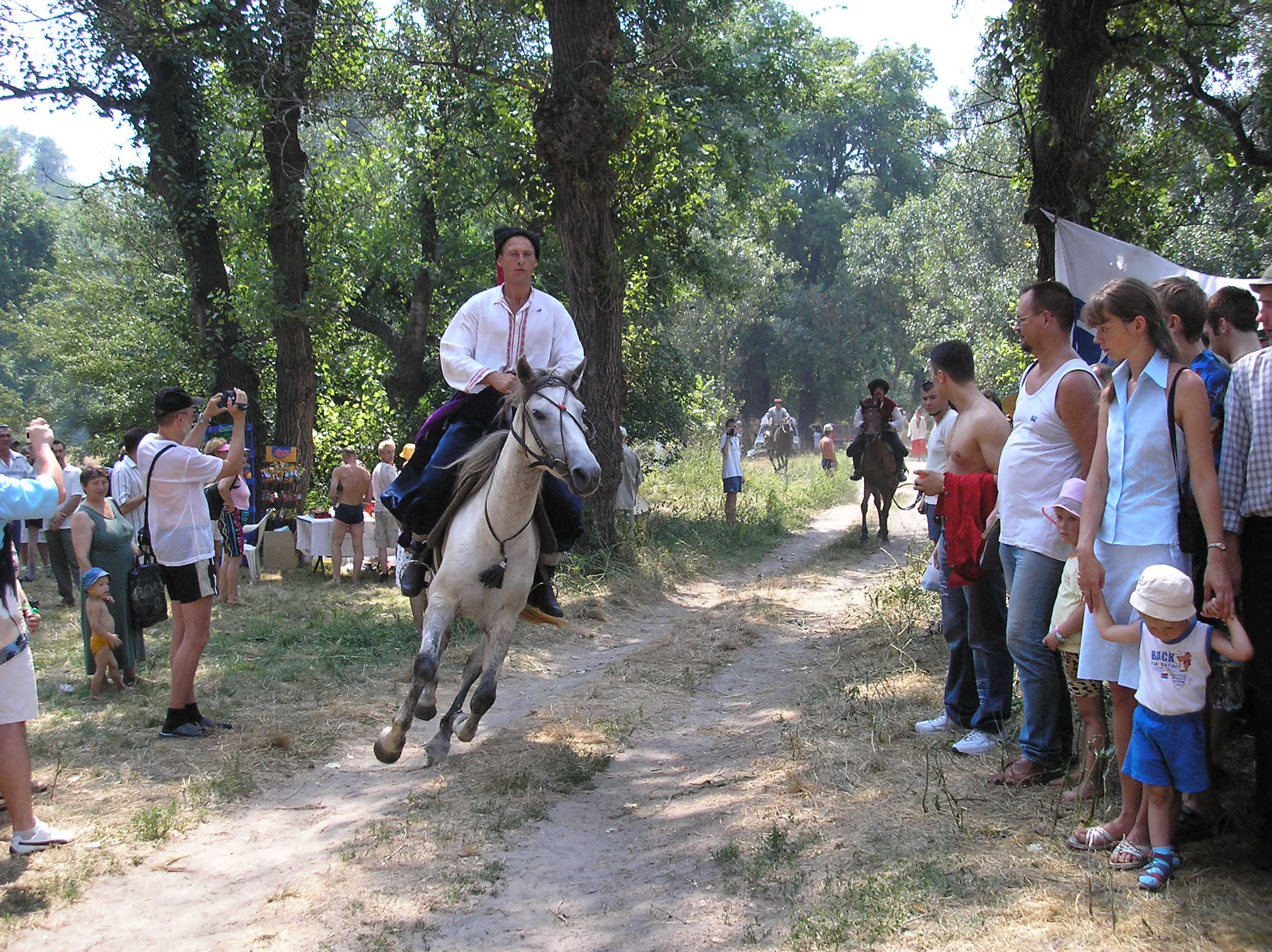
Espectáculo de monta en el Festival cosaco.

Zaporiyia cuenta con numerosos parques y zonas verdes, huertos, así como jardines de flores en las principales calles. Por su lado, la isla Jórtytsia es un lugar de esparcimiento popular para los residentes de la ciudad. Su condición de zapovédnik nacional protege tanto su paisaje natural como los monumentos históricos que se encuentran en la isla. En el norte de la isla hay un museo de historia de los cosacos de Zaporiyia. Un poco más al sur se encuentra un museo al aire libre respecto al Sich de los cosacos. Es famoso el espectáculo de monta de caballos donde los artistas ecuestres realizan trucos según la tradición cosaca.
Unos 57 km al sur de la ciudad, tras estepas sin fin, se encuentra el enorme embalse de Kajovka (Каховське водосховище). Otra vista del lugar es la presa de la Estación Hidroeléctrica Dniéper, de 3 km de largo y 57 m de alto.
- Concatedral del Padre Misericordioso (Zaporiyia)

## Deporte
En la ciudad de Zaporiyia el deporte más importante es el balonmano, ya que cuenta con  tres de los clubes más importantes del país: el ZTR Zaporozhye, el Motor Zaporozhye y ZNTU-ZAS Zaporozhye. El ZTR Zaporozhye es además el club de balonmano más laureado del país.
El equipo de fútbol más importante de la ciudad es el PFK Metalurg Zaporizhia que actualmente disputa la Persha Liha, la segunda división de Ucrania, tras descender en la temporada 2015-16 de la Liga Premier de Ucrania. El club disputa sus partidos en el Slavutych Arena de 11.983 espectadores.
En baloncesto, el Ferro-ZNTU Zaporozhye es uno de los principales clubes del país del siglo XXI, tras ganar la Copa de baloncesto de Ucrania en dos ocasiones, en 2010 y en 2013, y llegando a ser subcampeón de liga.

## Ciudades hermanadas
- Asdod (Israel)
- Belfort (Francia)
- Birmingham (Reino Unido)
- Lahti (Finlandia)
- Linz (Austria)
- Magdeburgo (Alemania)
- Oberhausen (Alemania)
- Yichang (China)